# 남반구

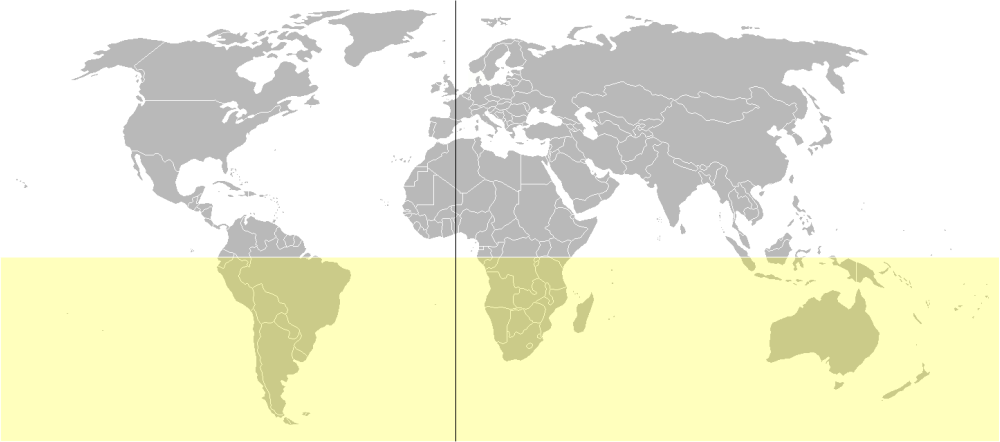
노란색 부분이 남반구이다

남반구(南半球)는 적도 남쪽의 반구를 말한다. 남반구는 행성(대개 지구)의 남쪽 절반을 말한다. 즉, 적도를 기준으로 그 남쪽 부분이다. 그리고 천문학에서 사용되는 가상의 구체(球體)인 천구(天球)의 남쪽 반을 말하기도 한다.
아프리카의 일부와 남아메리카, 오세아니아의 대부분, 남극이 남반구에 속한다. 북반구에 비해 인구가 훨씬 적어서 세계 인구의 10%(6억 명) 만이 남반구에 살고 있다.

## 남반구의 자연 현상
지구의 남반구는 북반구에 비해 상대적으로 바다가 많고, 육지가 적다. 육지가 차지하는 비율이 19.0%이고 전체 육지의 32.6%, 전체 인구의 10%가 남반구에 속한다. 남반구에는 북반구보다 바다의 비율의 높아서, 기후가 북반구보다 좀 더 온화한 편이다. 물은 비열이 커서 땅에 비해 쉽게 온도가 올라가거나 내려가지 않기 때문이다. 다만 남극은 북극보다 더 춥다.
북반구와는 계절이 반대다. 즉, 남반구는 12월부터 이듬해 2월까지가 여름이고, 6월부터 8월까지가 겨울이다. 따라서 남반구에서는 크리스마스가 여름에 있다. 또한 냉대기후가 존재하지 않는데, 북반구에서 냉대기후에 해당하는 위도대가 남반구에서는 거의 바다이기 때문이다. 코리올리 힘 때문에 태풍이 시계 방향으로 회전하며, 북반구와 반대이다.

## 남반구의 천문 현상
남반구에서도 해가 동쪽에서 뜨고 서쪽에서 지는 것은 변함이 없는데, 다만 해가 남쪽이 아닌 북쪽을 거쳐서 진다. 물론 달도 마찬가지다. 다시 말해 해나 달이 동 -> 북 -> 서의 순서로 움직인다. 따라서 남반구에서는 해시계의 그림자가 북반구와 반대로 움직인다. 즉, "시계 방향"의 반대로 움직인다.
달의 모양도 북반구에서와는 다르게 보인다. 북반구에서는 달의 북쪽 방면을 보게 되고, 남반구에서는 달의 남쪽 방면을 보게 되기 때문. 일반화시키자면 관측자의 위도에 따라 달의 모양이 다르다.
북반구에 북두칠성이 있다면 남반구에는 남십자성이 있다. 이 별로 남반구에서 하늘의 남극 방향을 찾을 수 있다. 그리고 남극은 우리 은하를 향하기 때문에, 남반구에서 북반구에서보다 더 밝은 별과 더 많은 별들을 볼 수 있다.
그리고 남반구 중 가장 남쪽에 치중한 지역의 경우도 여름일 때마다 백야 현상이 일어난다. 다만, 평소 남반구 지역처럼 동쪽에서 떠서 북쪽을 거쳐 서쪽으로 지다가 태양이 가장 낮은 하늘의 남쪽을 거쳐 동쪽으로 다시 뜰 것이다.

## 남반구에 있는 대륙
남반구에 있는 대륙은 다음과 같다.
- 남극 대륙
- 오세아니아 (대부분의 미크로네시아, 하와이를 제외한)
- 아프리카의 1/3
- 아시아의 일부 (몰디브 일부분, 인도네시아의 대부분과 동티모르 전체)
- 남아메리카의 대부분

남반구에만 영토가 있는 나라는 아프리카나 남아메리카 대륙에는 꽤 많지만, 아시아에서는 동티모르 하나뿐이다.

## 같이 보기
- 남극
- 오스트레일리아 (대륙)
- 남북 격차
- 북반구
- 남극점
- 질랜디아